# Fudbalski klub Mladost Apatin
Il Fudbalski klub Mladost Apatin (serbo: ФК Младост Апатин) è una società calcistica serba con sede nella città di Apatin.
Fondato nel 1928 con il nome "Tri zvezde" ("Tre stelle"), nel 1950 cambiò nome in "Mladost" ("I giovani").
Nella stagione 2007-2008 venne retrocesso d'ufficio dalla Federazione serba per non aver ottemperato ad obblighi fiscali. Al suo posto venne ripescato l'FK Napredak Kruševac.
Lo Sportski Centar Rade Svilar ha una capacità di 5.000 spettatori.

## Palmarès

### Competizioni nazionali
- Druga liga SR Jugoslavije: 1

2000-2001 (girone nord)

### Competizioni regionali
- Subotički nogometni podsavez: 2

1932-1933, 1933-1934
- Srpska liga Vojvodina: 1

1996-1997

### Altri piazzamenti
- Coppa di Serbia:

Semifinalista: 2000-2001
- Prva Liga Srbija:

Terzo posto: 2005-2006
- Druga liga SR Jugoslavije:

Secondo posto: 2002-2003 (girone nord), 2003-2004 (girone nord)
Terzo posto: 1997-1998 (girone est)